# Palais d'Aynalıkavak
Le Palais d'Aynalıkavak (en Turc : Aynalıkavak Kasrı) est une résidence des Sultans ottomans située dans le quartier de Hasköy au sein du district de Beyoğlu à Istanbul en Turquie. Il fut érigé en 1613 par le Sultan Ahmet Ier, il comporte néanmoins des ajouts et modifications construites tout au long de l'histoire. Il est aujourd'hui sous l'administration du Département turc des palais nationaux.

## Galerie

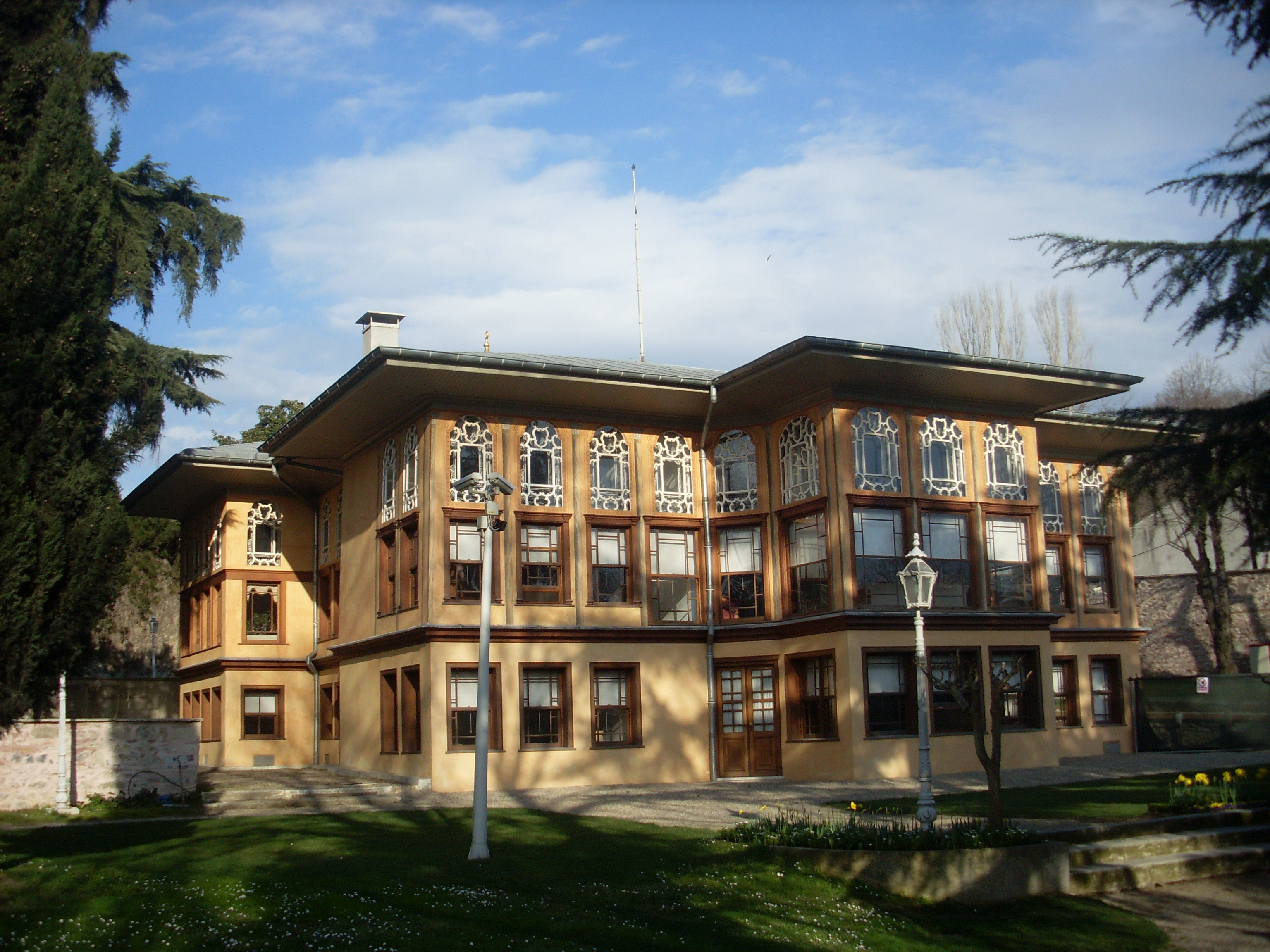
Vue côté jardin.
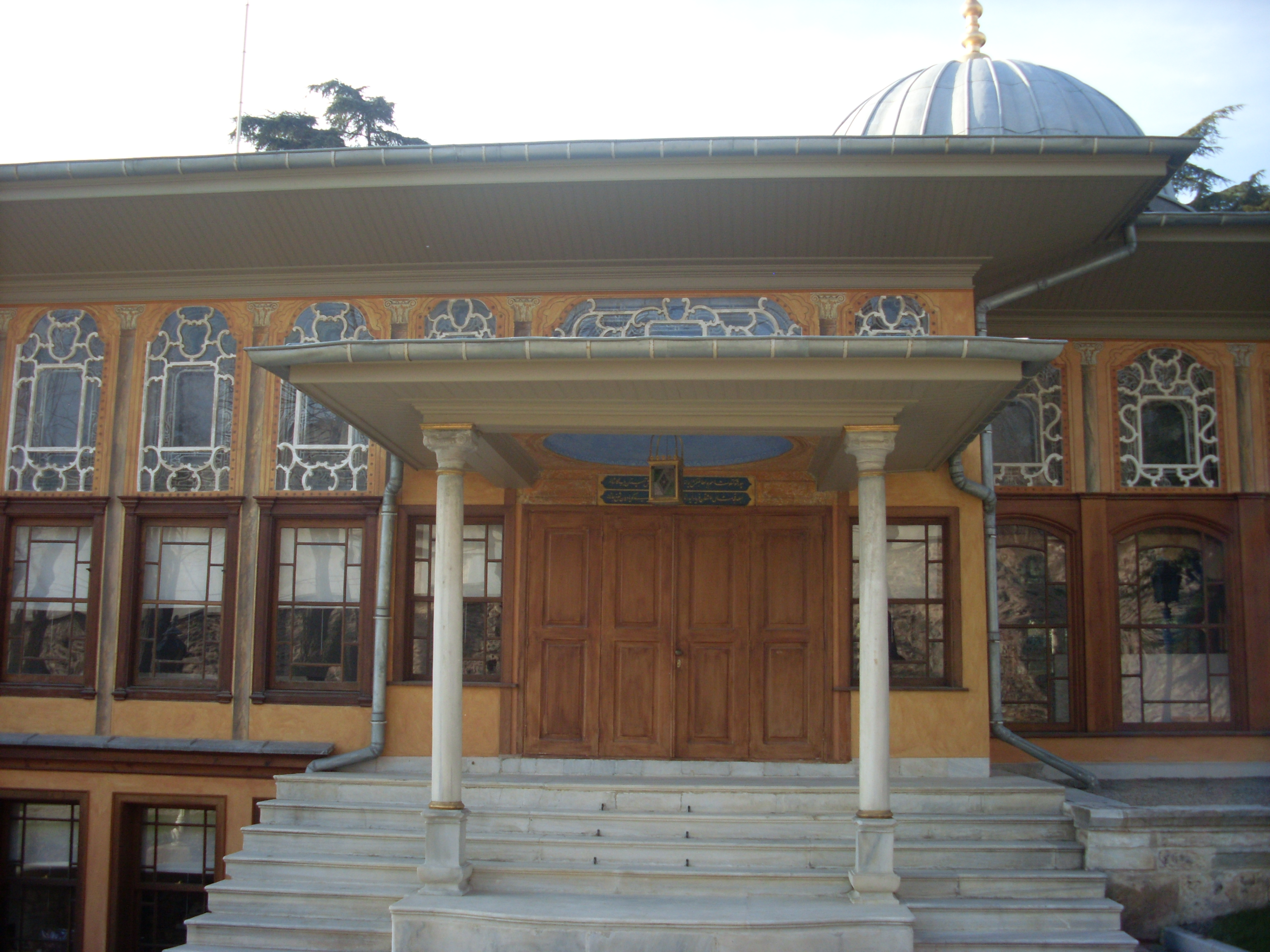
Entrée.
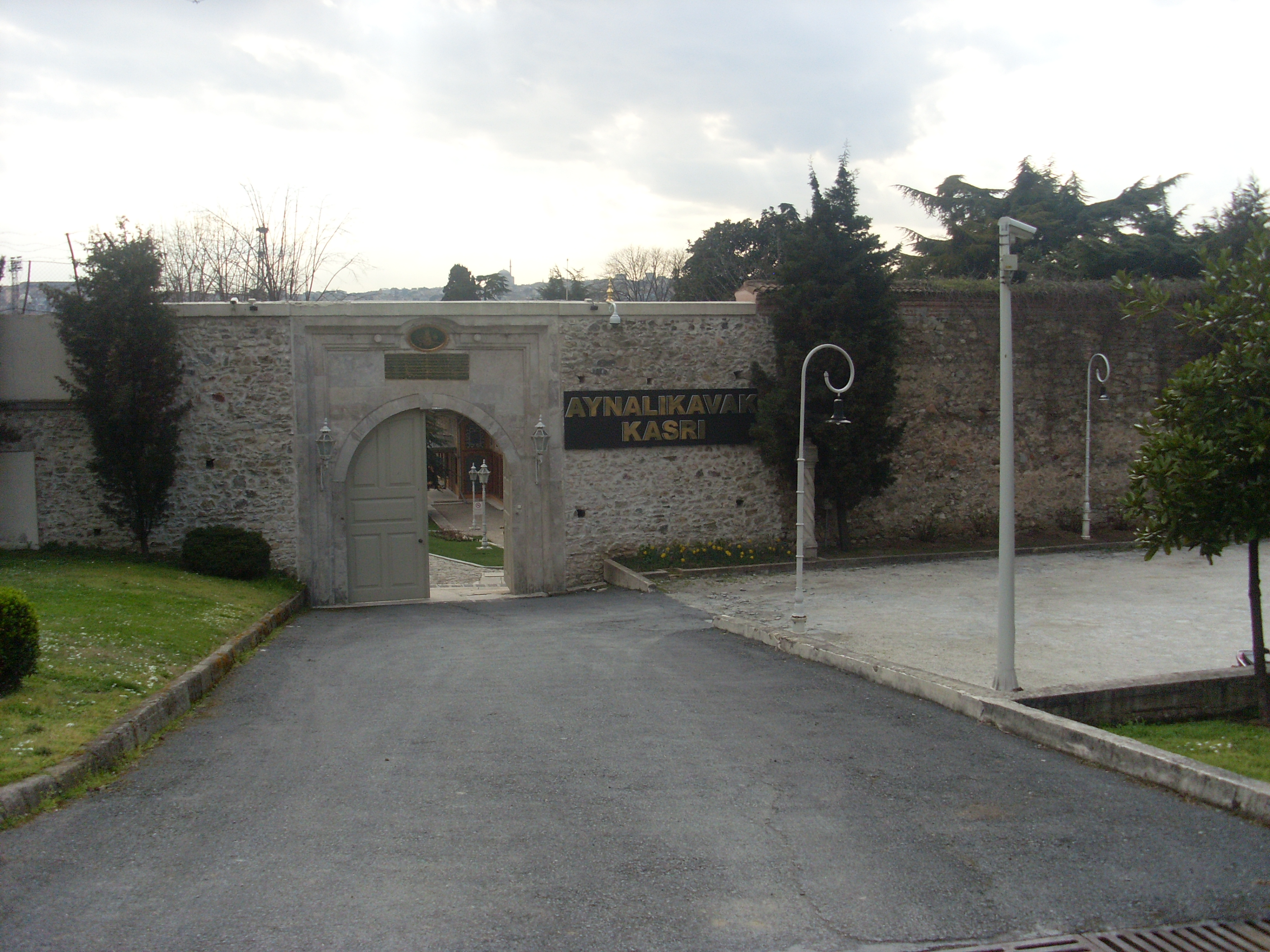
Porte d'accès surmontée de la  Tuğra d'Abdülmecid Ier.

## Source
- (en) Cet article est partiellement ou en totalité issu de l’article de Wikipédia en anglais intitulé « Aynalıkavak Palace » (voir la liste des auteurs).